# Bowling Bowling Bowling Parking Parking
Bowling Bowling Bowling Parking Parking är en live_EP av rockbandet Green Day som gavs ut 7 augusti 1996.

## Låtlista
| Nr | Titel | Längd |
| -- | --- | ----- |
| 1. | Armatage Shanks (Inspelad 26 mars 1996 i Sporthalle, Prag)                                                | 2:18  |
| 2. | Brain Stew (Inspelad 26 mars 1996 i Sporthalle, Prag)                                                     | 3:04  |
| 3. | Jaded (Inspelad 26 mars 1996 i Sporthalle, Prag)                                                          | 1:23  |
| 4. | Knowledge (Inspelad 11 mars 1994 i Jannus Landing, St. Petersburg, Florida)                               | 2:37  |
| 5. | Basket Case (Inspelad 27 januari 1996 i Harumi Arena, Tokio)                                              | 2:52  |
| 6. | She (Inspelad 27 januari 1996 i Harumi Arena, Tokio)                                                      | 2:20  |
| 7. | Walking Contradiction (Inspelad 26 mars 1996 i Sporthalle, Prag)                                          | 2:21  |
| 8. | Dominated Love Slave (Bonusspår på den japanska utgåvan) (Inspelad 27 januari 1996 i Harumi Arena, Tokio) | 2:20  |